# معبد شیتننو
معبد شیتننو (ژاپنی: 四天王寺)، آراهاکا-جی، نانبا-جی، میتسو-جی، یک پرستشگاه بودیسم در اوساکا در ژاپن است.

## معبد تننو/تننوجی
در ۳ مه ۱۵۷۶، اودا نوبوناگا به معبد هونگانجی در اوساکا حمله کرد و در جریان به اصطلاح نبردهای ایشی‌یاما هونگان، ارتش اودا مستقر، تننو-جی/معبد تننو (ایکوتاماجی-چو، تننوجی، اوساکا، اوساکا کنونی) به‌طور کامل به آتش کشیده شد. علاوه بر این، تمام قلمرو معبد مصادره شد.
سالن اصلی در سال ۱۵۸۴ بازسازی شد که به عنوان پله ای برای بازسازی عمل کرد. هنگامی که بازسازی توسط تویوتومی هیده‌یوشی در سال ۱۵۹۴ انجام شد، سالن اصلی یک طبقه به یک سازه چند طبقه بازسازی شد و سالن‌های دیگر نیز بازسازی شدند. در سال ۱۶۰۰، پرستشگاه پنج طبقه توسط تویوتومی هیده‌یوری از معبد کاکوآن-جی در ولایت یاماتو نقل مکان کرد و آن را به چهارمین پرستشگاه پنج طبقه 五重塔 /گوجونو تو تبدیل کرد. تالار کوشین دو نیز بازسازی شده است. سال بعد، در اکتبر ۱۶۰۱، تویوتومی هیده‌یوری سنگوکو (千石) را اهدا کرد.